# Anshula Kant
Anshula Kant, née le 7 septembre 1960 à Roorkee (en), est une banquière indienne. Elle est directrice générale et financière du Groupe de la Banque mondiale depuis 2019,,.

## Formation
En 1981, Anshula Kant termine sa maîtrise en économie de la Delhi School of Economics (en). Elle a précédemment obtenu son baccalauréat en économie du Lady Shri Ram College (en) en 1979. À l'Institut indien des banquiers (en), elle est associée certifiée.

## Carrière
En 1983, elle rejoint la State Bank of India (SBI) en tant qu'officier stagiaire. Elle devient directrice générale en chef de SBI (Maharashtra et Goa), directrice générale adjointe des opérations pour National Banking Group et directrice générale de SBI (Singapour). En septembre 2018, elle devient directrice générale de SBI pour une durée de deux ans, et membre du conseil d'administration de la banque,,.
Le 12 juillet 2019, elle est nommée directrice générale et financière du Groupe de la Banque mondiale, et devient responsable du bilan et de la gestion financière et des risques.

## Vie privée
Anshula Kant est mariée à Sanjay Kant, un comptable agréé de Bénarès, dans l'Uttar Pradesh. Elle a un fils, Siddharth, et une fille, Nupur,.